# Габела IV (Кротоне)
Габела IV је насеље у Италији у округу Кротоне, региону Калабрија.
Према процени из 2011. у насељу је живело 33 становника. Насеље се налази на надморској висини од 5 м.